# エドウィン・マクレラン

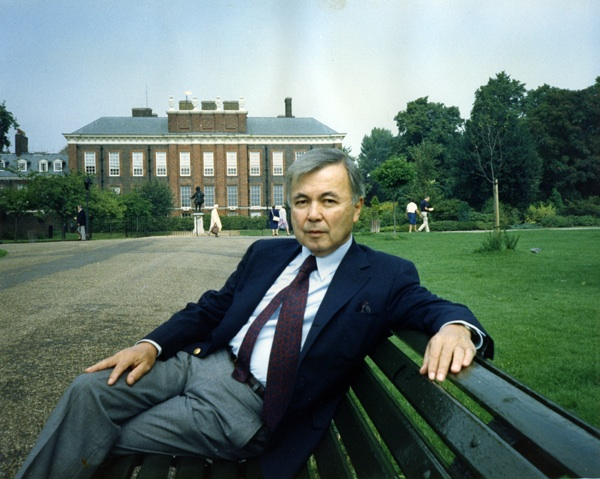
エドウィン・マクレラン

エドウィン・マクレラン（Edwin McClellan、1925年10月24日 - 2009年4月27日）は、イギリスの日本文学研究者。日本文学や日本文化に関する学者、教師、作家であり、これらを西洋に紹介した人物であった。

## 来歴・人物
マクレランは日本の神戸で日本人の母親とイギリス人の父親との間に生まれた。政治学者のラッセル・カークは友人に彼のことを「アルスター人と日本人のハーフであり、まるでグルカ族の貴族のような様相をしている」と評している。第二次世界大戦中の1942年、マクレランはイギリスに帰国し、ロンドン大学の東洋アフリカ研究学院 (SOAS) にて日本語を教え、その後イギリス空軍に加わる。1944年から1948年にかけて諜報渉外係としてワシントンD.C.のリエゾン・オフィスにて勤務し、1948年にはイギリスに戻りセント・アンドルーズ大学にて文学の修士号を得、次に博士課程の学生としてシカゴ大学の「Committee on Social Thought」に移る。彼の博士論文「日本人文学者・夏目漱石の紹介」は夏目漱石の生涯と彼の文章に関する研究だった。この初期研究は小説の背景の物語と彼による主要な小説の分析を含んだものだった。2009年4月27日、肺癌のためアメリカ合衆国コネティカット州で死去（満83歳）。

### 学者として
1957年にシカゴ大学の教員となり、日本研究に関するプログラムを作るよう以来される1960年まで英語を教える。
1972年、イェール大学に移籍。1973年から1982年、1988年から1991年にかけて東アジア学科の学部長を務める。1979年には日本研究に関する冠講座で主任（住友チェアー）に任命され、20年間その座にいることとなる。1999年には日本文学のスターリング職に任命された。スターリング職の座はイェール大学が教授陣に与える中で最も高い名誉である。この教授職はジョン・ウィリアム・スターリング（1864年同大卒業）が1918年に他界した際に大学に寄付した1500万ドルによってまかなわれ、年に一度の研究基金を含んでいる。
マクレランはアメリカンオリエンタルソサエティのディレクターアットラージとして、そして全米人文科学基金の相談役として活躍した。
彼の栄誉を記念して、記念論文集がミシガン大学日本研究センターより発行された。これはマクレラン教授によるハイレベルな16の評論と厳選された現代文学の翻訳が集められている。編集に当たっては、マクラレンが教師として、そして指導者として集めた尊敬を広く知ってもらえるよう意図された。
- 『Studies in Modern Japanese Literature: Essays and Translations in Honor of Edwin McClellan』、Alan Tansman、Dennis Washburn編著、ミシガン大学日本研究センター、ミシガン州アナーバー、1997年。ISBN 0-9395-1284-X （ハードカバー）

2000年には日本文学のスターリング名誉教授であるマクレランに敬意を表し、東アジア研究協議会によってイェール大学にマクレラン日本研究客員研究員が任命された。

## 英訳による功績と栄誉
1957年に夏目漱石の『こころ』、1969年に『道草』を英訳している。また1976年には志賀直哉の『暗夜行路』を英訳した。日本文学研究者を多数育成した功績が称えられ、1994年に菊池寛賞を受賞し、吉川英治の『忘れ残りの記』の英訳により1995年に野間文芸翻訳賞を受賞した。1998年には勲三等旭日中綬章を受章。

### 名誉・受賞歴
- 1977年 -- American Academy of Arts and Sciences.[2]
- 1994年 -- 菊池寛賞[2]
- 1995年 -- 野間文芸翻訳賞
- 1998年 -- Order of the Rising Sun, Gold Rays with Neck Ribbon in 1998.[2]
- 1998年 -- 勲三等旭日中綬章
- 2005年 -- Association for Asian Studies Award for Distinguished Contributions to Asian Studies

## 書籍
- 『Two Japanese Novelists: Soseki and Toson』シカゴ大学出版局、シカゴ、1969年。ISBN 0-2265-5652-2; ISBN 978-0-2265-5652-9 （ハードカバー）

- 『Two Japanese Novelists: Soseki and Toson』Tuttle Publishing、東京、1971年。ISBN 0-8048-3340-0; ISBN 978-0-8048-3340-0（ペーパーバック）

- 『Woman in the Crested Kimono : The Life of Shibue Io and Her Family Drawn from Mori Ogai's 'Shibue Chusai'』、イェール大学出版、ニューヘイブン、1985年。ISBN 0-3000-4618-9; ISBN 978-0-3000-4618-2

### 翻訳
- 夏目漱石著、『こころ』Regnery Gateway、シカゴ、1957年。ISBN 0-8952-6715-2
  - 夏目漱石著、『こころ』Regnery Gateway、シカゴ、1957年。ISBN 0-8092-6095-6; ISBN 978-0-8092-6095-9 （ハードカバー）
  - 夏目漱石著、『こころ』Regnery Gateway、シカゴ、1967年。ISBN 0-8952-6951-1; ISBN 978-08952-6951-5（ペーパーバック）
  - 夏目漱石著、『こころ』National Book Network、メリーランド州ランハム、1992年。ISBN 0-8191-8248-6 （ハードカバー）
  - 夏目漱石著、『こころ』Regnery Gateway、シカゴ、1996年。ISBN 0-8952-6715-2; ISBN 978-0-8952-6715-3
  - 夏目漱石著、『こころ』Regnery Gateway、シカゴ、2002年。ISBN 1-5764-6585-3
  - 夏目漱石著、『こころ』Regnery Gateway、シカゴ、2006年。ISBN 0-4864-5139-9
  - 夏目漱石著、『こころ』Peter Owen Ltd、ロンドン、2007年。ISBN 0-7206-1297-7; ISBN 978-0-7206-1297-4（ペーパーバック）

- 夏目漱石著、『道草』シカゴ大学出版局、シカゴ、1969年。ISBN 0-2267-6831-7; ISBN 978-0-2267-6831-1 （ハードカバー）
  - 夏目漱石著、『道草』ミシガン大学日本研究センター、ミシガン州アナーバー、1990年。ISBN 0-9395-1245-9; ISBN 978-0-9395-1245-4（ペーパーバック）

- 志賀直哉著、『暗夜行路』講談社、東京、1976年。ISBN 0-8701-1279-1; ISBN 978-0-8701-1279-9 （ハードカバー）とISBN 0-8701-1362-3; ISBN 978-0-8701-1362-8（ペーパーバック）

- 吉川英治著、『忘れ残りの記』講談社、東京、1993年。ISBN 4-7700-1732-4; ISBN 978-4-7700-1732-1 （ハードカバー）とISBN 4-7700-2064-3; ISBN 978-4-7700-2064-2（ペーパーバック）